# Triphora nitida
Triphora nitida är en orkidéart som först beskrevs av Rudolf Schlechter, och fick sitt nu gällande namn av Rudolf Schlechter. Triphora nitida ingår i släktet Triphora och familjen orkidéer. Inga underarter finns listade i Catalogue of Life.